# رتل أصمة

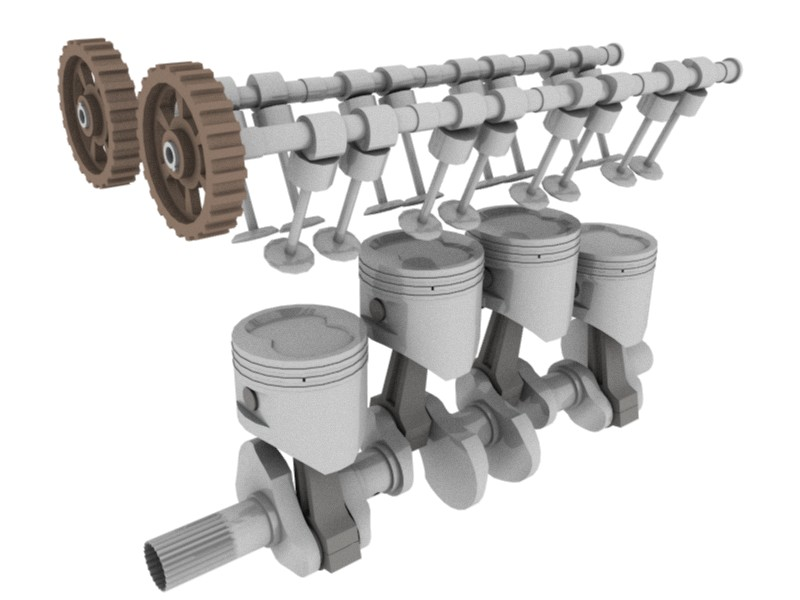
مقطع توضيحي لمحرك عمود الحدبات العلوي المزدوج

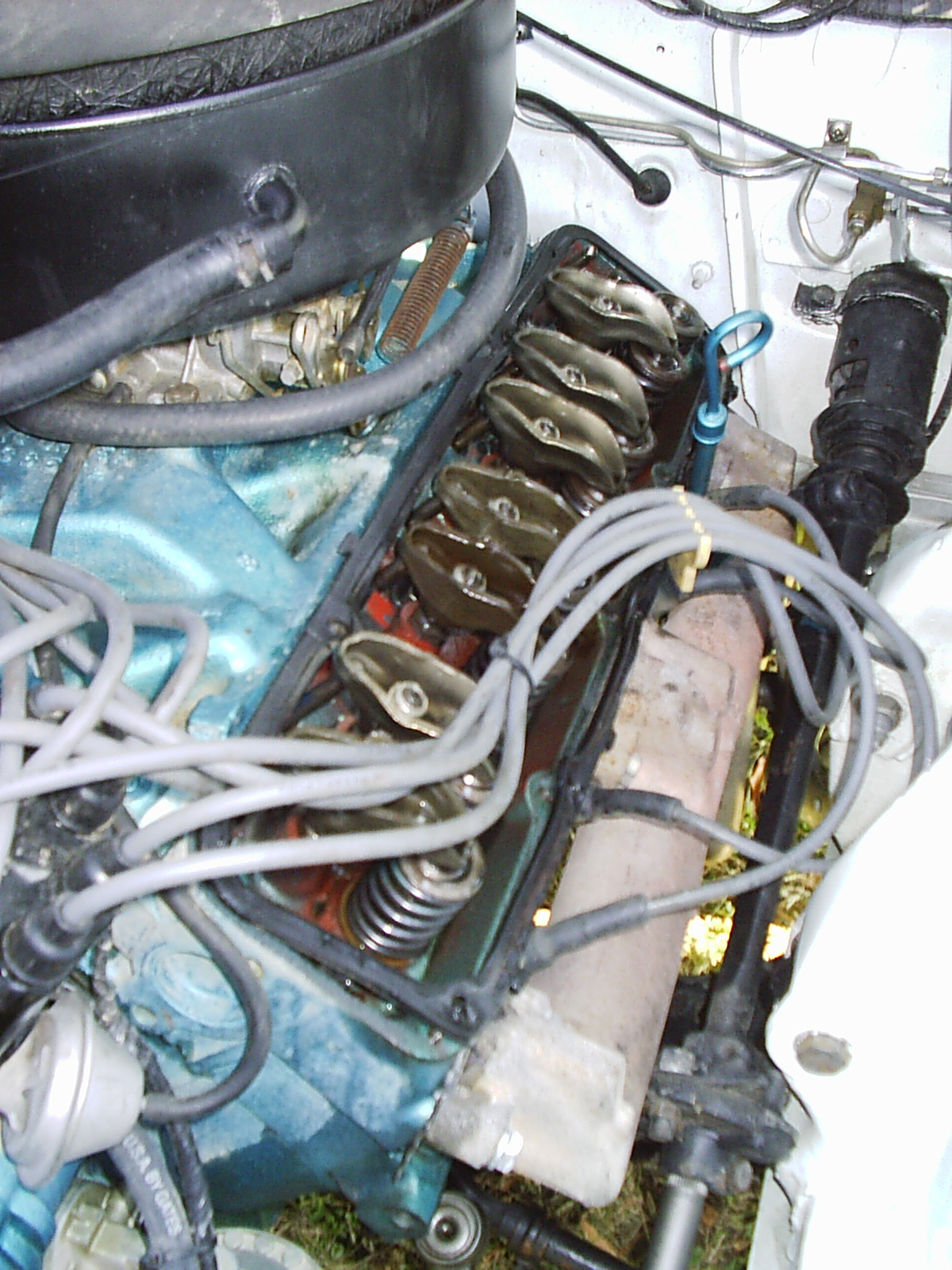
محرك علوي الصمامات محرك AMC V8 يعود إلى عام 1969. أُزيل غطاء الذراع المترجحة، بحيث تكون أذرع الدفع، والأذرع المترجحة، ونوابض الصمامات، والصمامات مرئية.

رَتَل الأَصِمَّة (بالإنجليزية: Valvetrain)‏ هو نظام ميكانيكي يتحكم في تشغيل صمامات السحب والإفلات في محرك الاحتراق الداخلي. تتحكم صمامات السحب في تدفق خليط الهواء/الوقود (أو الهواء وحده لمحركات الحقن المباشر) إلى حجرة الاحتراق، بينما تتحكم صمامات الإفلات في تدفق غازات العادم المستهلكة خارج حجرة الاحتراق بمجرد اكتمال الاحتراق.